# メーワール王国

メーワール王国
Mewar Kingdom

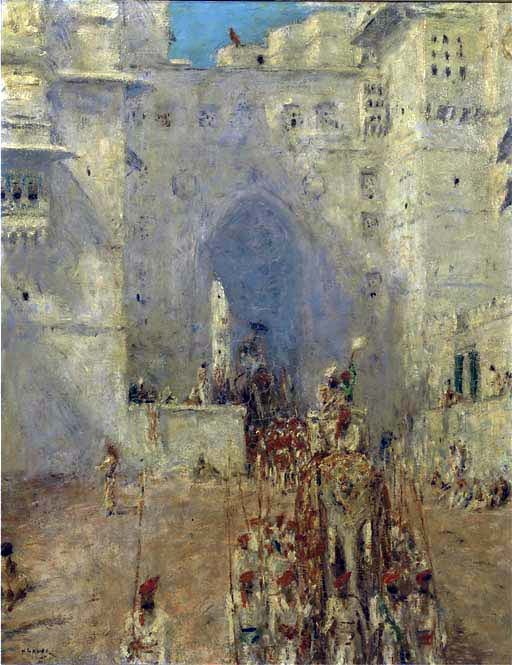
王宮から行進する行列

メーワール王国（メーワールおうこく、ヒンディー語：उदयपुर、英語：Mewar Kingdom）は、インドのラージャスターン地方に存在したヒンドゥー王朝（8世紀 - 1947年）。ウダイプル藩王国とも呼ばれる。

## 歴史
8世紀、グヒラ族によってメーワール王国が建国された。
1303年、ハルジー朝のアラー・ウッディーン・ハルジーにより首都チットールガルを攻撃され、一時的に滅亡する。だが、
1326年にハンミーラによって再興された。
1535年、グジャラート・スルターン朝のバハードゥル・シャー率いる軍勢に首都チットールガルを包囲された。だが、このときはムガル帝国の皇帝フマーユーンの軍勢がグジャラート・スルターン朝の軍勢を破った。
メーワール王ウダイ・シング2世は皇帝アクバルへの服属を拒否したため、1567年に首都チットールガルを包囲され、翌年2月に首都は陥落した。その後、ウダイ・シング2世は首都をウダイプルに遷都して抵抗し、その争いは息子のプラタープ・シングに引き継がれた。
1605年にアクバルが死亡したのちも抵抗を続けていたが、1614年2月に帝国との間に講和を結んだ。これにより、メーワール王国はその半独立的な地位を認められた。
1679年7月、アウラングゼーブがマールワール王国の直轄地化、並びにジズヤを復活したことに抗議して、メーワール王国はマールワール王国とともに反乱を起こした。
1680年1月、帝国軍に首都ウダイプル、旧都チットールガルを奪取されたが、翌1681年9月に講和を結んだ。
1818年、メーワール王国はイギリスと軍事保護条約を締結し、イギリスに従属する藩王国となった（ウダイプル藩王国）。
1947年8月15日、インド・パキスタン分離独立の際、ウダイプル藩王国はインドへと併合された。